# Bruno (Novelle)
Bruno ist eine Novelle von Gerhard Falkner, die am 26. Mai 2008
im Berlin Verlag erschien. Namensgebend war der Spitzname des Braunbären JJ1, der sich im Sommer 2006 im bayerisch-österreichischen Grenzgebiet aufhielt.

## Handlung
Der Ich-Erzähler, ein deutscher Schriftsteller aus Berlin, reist nach Leuk im Wallis in der Schweiz. Den lokalen Zeitungen entnimmt er, dass auch der Braunbär Bruno im Oberwallis gesichtet wurde. Im Erzähler entsteht bald das Verlangen, dem Bären zu begegnen. Es entspinnt sich eine absurde Suche, angereichert mit skurrilen Begegnungen. Vordergründig wird dabei eine Naturerzählung geliefert, die durchmischt ist mit einer Stimmungsbeschreibung der Schweiz im Fußballfieber der Fußball-Weltmeisterschaft 2006. Tiefergehend handelt es sich allerdings bei der Novelle um ein Psychogramm des Ich-Erzählers, der eine Sinnkrise durchleidet. Die Suche nach dem
Bären wird zur Metapher der Suche des Ich-Erzählers nach sich selbst, der Abschuss des Bären zur Metapher des Scheiterns auf allen Ebenen.

## Bezug zum realen Bären JJ1
Falkner verlegt die Wanderroute des Bären vom bayerisch-österreichischen Grenzgebiet in die Schweiz und den Ort des Abschusses in die Nähe von Leuk im Wallis. Andere historische Details lässt er dagegen unverändert, insbesondere das Datum des Abschusses (26. Juni 2006).

## Rezeption
Die Novelle wurde vom deutschen Feuilleton positiv aufgenommen.
Der Deutsche Literaturfonds zeichnete Gerhard Falkner für sein lyrisches Gesamtwerk und die Novelle „Bruno“ mit dem mit 20.000 Euro dotierten Kranichsteiner Literaturpreis 2008 aus.